# Franz Christoph Neubauer
Franz Christoph Neubauer auch František Kryštof Neubauer (* um 1760 möglicherweise in Hořín bei Mělník; † 11. Oktober 1795 in Bückeburg) war ein deutscher Komponist und Violinist, böhmischer Herkunft.

## Leben und Wirken
Neubauers Leben ist nur in Fragmenten überliefert, möglicherweise bäuerlicher Herkunft, genoss er bei einem Schulrektor und in einer Lateinschule eine gute wissenschaftliche Bildung, sodass ihm noch in späterer Zeit die lateinische Sprache geläufig war. Auch muss er dort schon Musikstudien gemacht haben; denn in Prag, später in Wien trat er bereits als Komponist auf. Abt Georg Joseph Vogler, der nicht so leicht zufriedenzustellen war, hörte einige seiner Werke und konnte ihnen seine Bewunderung nicht versagen. 1781 hielt er sich einige Wochen lang in der Benediktiner-Abtei Andechs auf, wo er, wie die Zeitgenossen berichten, innerhalb einer Woche ein Stabat mater schrieb.
1785 erschienen zu Speyer drei Violinquartette, 1788 in Zürich eine Hymne auf die Natur für Chor und Orchester sowie 24 Gesänge beym Klaviere. Im gleichen Jahr publiziert er auch seine Oper Fernando und Yariko, die einen damals in England populären Stoff über einen englischen Schiffbrüchigen und das Indianermädchen Yariko behandelt und die möglicherweise schon 1784 in München uraufgeführt, sicher aber 1786 Wien gespielt wurde.
Um 1785 war er als Hofkapellmeister des Fürsten Ludwig Carl Franz Leopold zu Hohenlohe-Waldenburg-Bartenstein angestellt. Im Hohenlohe Zentralarchiv Neuenstein haben sich zahlreiche Werke aus der Zeit von 1782 bis 1790 erhalten.
1789 führte er erfolgreich in Heilbronn Coburgs Sieg über die Türken, in einem malenden Concert auf, 1790 die Trauermusik auf den Tod Kaiser Josephs II. zu Koblenz und Speyer, die ebenfalls von den Zeitgenossen sehr gerühmt wurde.
Im selben Jahre trat er als Kapellmeister in die Dienste des Fürsten von Weilburg. Als die Kapelle infolge der Koalitionskriege aufgelöst wurde, ging er nach Minden in Westfalen; auch beim Fürsten von Fürstenberg war er eine Zeit lang (1783) Kapellmeister.
Nach mannigfachen Irrfahrten gelangte er nach Bückeburg und führte hier unter dem Protektorat der Gräfin Juliane von Schaumburg-Lippe, die das Land für den minderjährigen Fürsten regierte, seine Kompositionen auf. Da hier Johann Christoph Friedrich Bach, Sohn Johann Sebastian Bachs, seit über 40 Jahren Kapellmeister war, entwickelte sich zwischen dem alten und dem jungen Musiker bald ein Konkurrenzverhältnis. Bach sah sich in seiner Stellung gefährdet, und Neubauer zeigte in nicht sehr zarter Weise seine Ambitionen gegenüber dem fast 60-jährigen Kapellmeister. Vielleicht auch infolge dieser Kränkung starb Bach bald darauf, am 26. Januar 1795, und Neubauer folgte in seine Stellung nach. Lange sollte er sich dieser jedoch nicht erfreuen, denn schon nach neun Monaten starb auch er, nachdem er kurz zuvor noch eine Bückeburgerin geheiratet hatte.
Schon zu Lebzeiten eilte Neubauer der Ruf eines genialen Wüstlings voraus. Zeitgenossen erzählten, dass sie ihn oft komponierend in Hausfluren und Tabagien vorgefunden haben, und in letzteren meist in betrunkenem Zustand. Auch sein Tod wird mit exzessivem Alkoholkonsum in Verbindung gebracht. Andererseits wusste er sein Publikum offenbar zu fesseln, wie der Bückeburger Konsistorialrat und Hofprediger Karl Gottlieb Horstig in seinem Nachruf auf Franz Neubauer schrieb: "Ein genialisches Feuer durchdrang das Orchester, wenn Neubauer dirigierte, und seine Symphonien brachten, wenn sein Geist sie beseelte, eine unbeschreibliche Wirkung auf seine Zuhörer hervor..."

## Werk (Auswahl)
- 30 Sinfonien (davon 13 bei Johann André in Offenbach gedruckt)
- 3 Flötenkonzerte op.13
- Klavierkonzert op.21
- Cellokonzert (1803, Schott, Mainz)
- etwa 20 Streichquartette
- 6 Flötenquartette
- 30 Trios in unterschiedlichen Besetzungen
- 80 Duos in unterschiedlichen Besetzungen
- mehr als 30 Messvertonungen (Missa Solemnis, Missa in contrapunctus)
- 6 Requiem
- Stabat Mater
- Weihnachtskantate Lobsinget ihr Menschen (1787)
- Cantate über die Lage des deutschen Vaterlandes (1795)
- 10 Litaneien, 8 Vespern, 8 Te Deum
- 13 Gesänge mit Begleitung des Claviers
- Fernando und Yoriko Schauspiel mit Gesang (1785)
- Adelheit von Veltheim (1787, Zürich)
- zahlreiche Menuette und Allemandes

## Wertung Gerbers zu Neubauers Werk
Ernst Ludwig Gerber führt in seinem Lexikon 32 gedruckte Werke aus allen Fächern der Musik an, doch waren ihm schon damals, um 1810, nur einige wenige selbst zu Gesicht gekommen. Er urteilt über dieselben: Genie, Feuer und Erfindungskraft kann man seinen Werken nicht absprechen. Wenn aber behauptet wird, in seinen Sinfonien solle seine größte Stärke liegen, so möchten diejenigen diesem Urteile schwerlich beistimmen, deren Ohr und Herz durch die Haydn'schen Meisterstücke dieser Art genährt worden sind, indem Neubauers Sinfonien gegen die Haydn'schen mehr im Divertissementstone und mehr des Joli als des Beau gearbeitet zu sein scheinen. Darauf gesteht Gerber ein, dass er nur einige wenige seiner Sinfonien kennt und die übrigen Werke ihm ganz unbekannt sind.